# The Monkees (album)
The Monkees è il primo album in studio del gruppo musicale pop rock statunitense The Monkees, pubblicato nel 1966.

## Tracce
Side 1
1. (Theme from) The Monkees - 2:18
2. Saturday's Child - 2:43
3. I Wanna Be Free - 2:24
4. Tomorrow's Gonna Be Another Day - 2:39
5. Papa Gene's Blues - 1:57
6. Take a Giant Step - 2:33

Side 2
1. Last Train to Clarksville - 2:44
2. This Just Doesn't Seem to Be My Day - 2:09
3. Let's Dance On - 2:30
4. I'll Be True to You - 2:50
5. Sweet Young Thing - 1:56
6. Gonna Buy Me a Dog - 2:41

## Classifiche
| Anno      | Classifica  | Posizione raggiunta |
| --------- | ----------- | ------------------- |
| 1966-1967 | Stati Uniti | 1                   |
| 1968      | Regno Unito | 1                   |